# Rajd Niemiec 1996
Rajd Niemiec 1996 (15. ADAC Rallye Deutschland) – 15 edycja rajdu samochodowego Rajd Niemiec rozgrywanego w Niemczech. Rozgrywany był od 15 do 18 sierpnia 1996 roku. Była to trzydziesta czwarta runda Rajdowych Mistrzostw Europy w roku 1996 (rajd miał najwyższy współczynnik - 20) i piąta runda Rajdowych Mistrzostw Niemiec.

## Klasyfikacja rajdu
| Miejsce                         | Kierowca                     | Pilot                        | Samochód                      | Czas                         | Strata                       |                              |
| Klasyfikacja generalna i ERC    | Klasyfikacja generalna i ERC | Klasyfikacja generalna i ERC | Klasyfikacja generalna i ERC  | Klasyfikacja generalna i ERC | Klasyfikacja generalna i ERC | Klasyfikacja generalna i ERC |
| ------------------------------- | ---------------------------- | ---------------------------- | ----------------------------- | ---------------------------- | ---------------------------- | ---------------------------- |
| 1.                              | Dieter Depping               | Fred Berssen                 | Ford Escort RS Cosworth       | 3:00:21                      | 0.0                          |                              |
| 2.                              | Grégoire de Mevius           | Jean-Marc Fortin             | Ford Escort RS Cosworth       | 3:01:08                      | +47                          |                              |
| 3.                              | Armin Schwarz                | Denis Giraudet               | Toyota Celica GT-Four (ST205) | 3:01:14                      | +53                          |                              |
| 4.                              | Matthias Kahle               | Dieter Schneppenheim         | Toyota Celica GT-Four (ST205) | 3:04:03                      | +3:42                        |                              |
| 5.                              | Isolde Holderied             | Catherine François           | Toyota Celica GT-Four (ST205) | 3:06:13                      | +5:52                        |                              |
| 6.                              | Armin Kremer                 | Sven Behling                 | Mitsubishi Lancer Evo III     | 3:11:42                      | +11:21                       |                              |
| 7.                              | Nikolai Burkart              | Regine Rausch                | Nissan Sunny GTi              | 3:14:34                      | +14:13                       |                              |
| 8.                              | Matthias Moosleitner         | Helmut Entress               | Ford Escort RS Cosworth       | 3:15:01                      | +14:40                       |                              |
| 9.                              | Wolfgang Müller              | Katharina Müller             | Nissan Sunny GTi              | 3:15:22                      | +15:01                       |                              |
| 10.                             | Sergey Alyasov               | Viktor Timkovskiy            | Opel Astra GSi 16V            | 3:17:28                      | +17:07                       |                              |
| Klasyfikacja mistrzostw Niemiec |                              |                              |                               |                              |                              |                              |
| 1.                              | Dieter Depping               | Fred Berssen                 | Ford Escort RS Cosworth       | 3:00:21                      | 0.0                          |                              |
| 2.                              | Armin Schwarz                | Denis Giraudet               | Toyota Celica GT-Four (ST205) | 3:01:14                      | +53                          |                              |
| 3.                              | Matthias Kahle               | Dieter Schneppenheim         | Toyota Celica GT-Four (ST205) | 3:04:03                      | +3:42                        |                              |
| 4.                              | Isolde Holderied             | Catherine François           | Toyota Celica GT-Four (ST205) | 3:06:13                      | +5:52                        |                              |
| 5.                              | Armin Kremer                 | Sven Behling                 | Mitsubishi Lancer Evo III     | 3:11:42                      | +11:21                       |                              |
| 6.                              | Nikolai Burkart              | Regine Rausch                | Nissan Sunny GTi              | 3:14:34                      | +14:13                       |                              |
| 7.                              | Matthias Moosleitner         | Helmut Entress               | Ford Escort RS Cosworth       | 3:15:01                      | +14:40                       |                              |
| 8.                              | Wolfgang Müller              | Katharina Müller             | Nissan Sunny GTi              | 3:15:22                      | +15:01                       |                              |